# Condado de Valverde
El condado de Valverde es un título nobiliario español, creado el 31 de enero de 1624 por el rey Felipe IV a favor de Diego Ruiz de Alarcón y Ceballos, caballero de la Orden de Santiago, señor de la villa de Valverde de Júcar, Cuenca, localidad a la que hace referencia el título.

## Condes de Valverde
|                        | Titular                                                         | Periodo                |
| Creación por Felipe IV | Creación por Felipe IV                                          | Creación por Felipe IV |
| ---------------------- | --------------------------------------------------------------- | ---------------------- |
| I                      | Diego Ruiz de Alarcón y Ceballos                                | 1624-                  |
| II                     | Diego Francisco de Ceballos Ruiz de Alarcón                     |                        |
| III                    | Luisa Antonia Ruiz de Alarcón Beaumont de Navarra               | ¿?-1724                |
| IV                     | Josefa de Velasco y de la Cueva Alarcón Beaumont y Navarra      | 1724-1727              |
| V                      | María Luisa de Silva Meneses Velasco Alarcón Beaumont y Navarra | 1730-1740              |
| VI                     | María Ana Francisca Spínola de Silva de Velasco y de la Cueva   | 1744-1788              |
| VII                    | Isabel María Spínola Velasco de la Cueva                        | 1788-1801              |
| VIII                   | Ramón de Rojas y Fernández de Miranda                           | 1801-1802              |
| IX                     | Lucía de Rojas y Fernández de Miranda                           | 1802-1834              |
| X                      | Fernando Martel y Bernuy                                        | 1849-1855              |
| XI                     | Cristóbal Tamarit Martel y Núñez de Villavicencio               | 1867-1874              |
| XII                    | Cristóbal Tamarit Martel y Fernández de Henestrosa              | 1886-                  |
| XIII                   | José Jerónimo Martel y Méndez                                   | 1956-2009              |
| XIV                    | Fernando Nicolás Martel y Martel                                | 2011-actual titular    |

## Historia de los condes de Valverde
- Diego Ruiz de Alarcón y Ceballos, I conde de Valverde, señor de las villas de Valverde, Talayuelas, Veguillas, Ontecillas y Mezquitas, todas en la actual provincia de Cuenca, y caballero de la Orden de Santiago.[2]

Casó en cuatro ocasiones pero solamente tuvo descendencia de su cuarta esposa, Ana de Beaumont y Navarra, con quien casó en 1617, hija del I vizconde de Castejón. Le sucedió su hijo:
- Diego Francisco de Ceballos Ruiz de Alarcón Beaumont y Navarra, II conde de Valverde, señor de la Casa de Alarcón en Cuenca.[3]

Casó con Antonia de Montoya y Guzmán, hija de Diego de Montoya y de la Torre, regidor de Cuenca, caballero de la orden de Santiago, y de Luisa de Guzmán. Le sucedió su hija:
- Luisa Antonia Ruiz de Alarcón Beaumont de Navarra (1703-1 de agosto de 1724[5]), III condesa de Valverde,[4] III marquesa de Santacara,[5] señora de la villa de Valverde, y de las de Talayuelas, Veguillas, Ontecillas y Mezquitas,[6]

Casó  en primeras nupcias con Gabriel de Ocaña y Alarcón Venegas (m. 1676), IV señor de Pozuelo, regidor perpetuo de Madrid y caballero de la Orden de Calatrava. Contrajo un segundo matrimonio con Antonio de Velasco y de la Cueva (m. 1730), XIII conde de Siruela, grande de España, XI señor y X mayorazgo de la villa de Roa y su tierra, señor de los Valles de Pernía y de Cervera de Río Pisuerga, de Castrejón y Villalobón y del mayorazgo de Nogueros, gentilhombre de la cámara sin ejercicio. Le sucedió su hija del segundo matrimonio:
- Josefa de Velasco de la Cueva Alarcón Beaumont y Navarra (m. Madrid, 1727), IV condesa de Valverde,[4] IV marquesa de Santacara,[4] señora de Veguillas, Ontecillas, Mezquitas y Talayuelas y de la casa de Alarcón en Cuenca.[6]

Casó en 1701, siendo su primera esposa, con Fernando de Silva y Meneses, XIII conde de Cifuentes, III marqués de Alconchel, alférez mayor de Castilla. Le sucedió su hija:
- María Luisa de Silva Meneses Velasco Alarcón Beaumont y Navarra (1703-1740),[9] V condesa de Valverde,[9] V marquesa de Santacara[9] y XIV condesa de Siruela.[5]

Casó en 1721 con Lucas de Spínola y Spínola, capitán general de los Reales Ejércitos, capitán general de Aragón, caballero de Santiago y gentilhombre de cámara con ejercicio, hijo segundo de Francisco María Spínola, príncipe de  Molfetta y III duque de San Pedro de Galatino, y de Isabel de Spínola Colonna, hija de Pablo Spínola Doria (m. 1699), III duque de Sesto, III marqués de los Balbases, etc., y de Anna Colonna y Giogia. Le sucedió su hija:
- María Ana Francisca Spínola de Silva de Velasco y de la Cueva (m. 1788), VI condesa de Valverde,[12] VI marquesa de Santacara[12] y XV condesa de Siruela.[5]

Casó en primeras nupcias, el 15 de febrero de 1736, con su primo hermano, Francesco María Spínola, V duque de San Pedro de Galatino y príncipe de Molfetta, hijo del IV duque de San Pedro de Galatino, hermano de su padre. Contrajo un segundo matrimonio con Francesco de Paula Balbi di Mari Centurione. Sin descendencia de este segundo matrimonio. Le sucedió su hija del primer matrimonio:
- Isabel María Spínola Velasco de la Cueva (1737-Padua, 9 de enero de 1801), VII condesa de Valverde,[14] VII marquesa de Santacara,[15] XVI condesa de Siruela,[16] VI duquesa de San Pedro de Galatino[17] y princesa de Molfetta.[15]

Casó en 1758 con Martín Fernández de Velasco y Pimentel, XII duque de Frías, IV duque de Arión, XVI conde de Alba de Liste, XVI conde de Haro, conde de Salazar, marqués de Cilleruelo, V marqués del Fresno, V vizconde de Sauquillo. Sin descendencia. Después de un pleito de tenuta, sucedió:
- Ramón de Rojas y Fernández de Miranda (1757-11 de junio de 1802), VIII conde de Valverde, VIII marqués de Santacara,[18] VIII conde de Mora[19] y VI marqués de la Torre de Esteban Hambrán,[18] hijo de Joaquín Antonio de Rojas Toledo y Vargas, VII conde de Mora, y de su esposa María Antonia Fernández de Miranda y Villacís.[6] Sin descendencia, le sucedió su hermana:

- Lucía de Rojas y Fernández de Miranda (m. 19 de julio de 1834), IX condesa de Valverde,[20] IX marquesa de Santacara,[20]  X condesa de las Amayuelas, X marquesa de Taracena, IX condesa de Mora, etc.[20]

Casó con Ignacio Jaime Margens de Nin y Sotomayor, VI duque de Sotomayor, VIII conde de Crecente, III conde de Castillo de Vera, y VI marqués de Tenorio. Sin descendencia.
- Fernando Tamarit Martel y Bernuy (m. 1833), X conde de Valverde, diputado a Cortes en 1850. Le sucedió su nieto:

- Cristóbal Tamarit Martel y Núñez de Villavicencio (1821/1874), XI conde de Valverde, III marqués de la Garantía. Le sucedió su hijo:

- Cristóbal Tamarit Martel y Fernández de Henestrosa (n. 1861), XII conde de Valverde. Le sucedió su sobrino nieto:

- José Jerónimo Martel y Méndez (1927-2009), XIII conde de Valverde y VI marqués de la Garantía.

Casó con su prima hermana María Elena Martel y Adeler, marquesa de la Concordia, hija del almirante de la Armada y hermano de su padre, Ignacio Martel Viniegra. Le sucedió su hijo:
- Fernando Nicolás Martel y Martel, XIV conde de Valverde,[21] VII marqués de la Garantía. Actual titular.

Casó con María Jesús Cano. Hijos: María, Fernando, Carmen y Paloma Martel Cano..